# Loaded (groupe)
Pour les articles homonymes, voir Loaded.
Loaded, également connu sous le nom de Duff Mckagan’s Loaded, est un groupe américain de hard rock, originaire de Seattle, dans l'État de Washington. Depuis 2001, le line-up du groupe inclus le chanteur et guitariste Duff McKagan (ancien Guns N' Roses et Velvet Revolver au côté de Slash), le guitariste Mikes Squires et le bassiste Jeff Rouse. Isaac Carpenter, est depuis 2009, le batteur en remplacement de Geoff Reading.
Loaded comptent trois albums studio — Dark Days (2001), Sick (2009) et The Taking (2011) — un EP (Wasted Heart en 2008) et un album live (Épisode 1999 en 1999).

## Historique

### Débuts (1999)

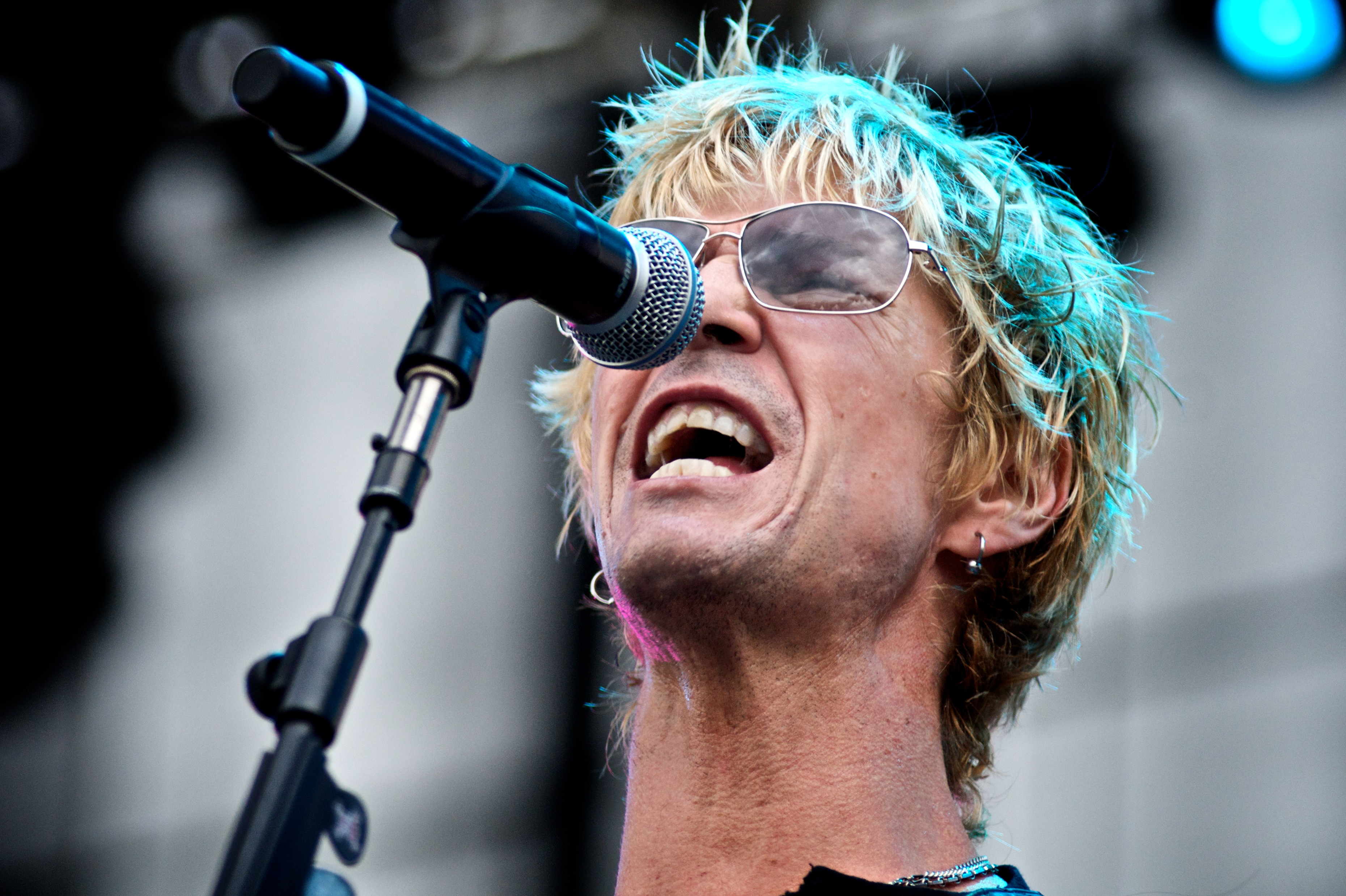
Duff McKagan, chanteur du groupe, en 1999.

Duff McKagan, ex-membres des Guns N' Roses, au milieu des années 1980 jusqu'au début des années 1990, forme Loaded en 1999. Après son renvoi des Guns N' Roses, McKagan revient à Seattle reformant son ancien groupe 10 Minute Warning, publiant un album homonyme chez Sub Pop en 1998, avant d'enregistrer son deuxième album solo, Beautiful Disease la même année.
En collaboration avec l'ex-batteur de Faith No More Mike Bordin, l'ex-chanteur de  Black Flag Dez Cadena et ses anciens collègues des Guns N' Roses Slash et Izzy Stradlin, Beautiful Disease est publié chez Geffen en 1999,. McKagan forme Loaded, initialement sous le nom de The Gentlemen, comme groupe de tournée pour son nouvel album. Avec McKagan, au chant et à la basse, la formation comprend les guitaristes Dez Cadena et Michael Barragan, et le batteur Taz Bentley. Finalement, le groupe se dissout avant la fin de 1999,,.

### Retour et pause (2000–2007)
Après avoir travaillé sur de nouveaux morceaux avec le batteur Geoff Reading, Loaded est reformé en 2001, en ajoutant le guitariste Mike Squires et Jeff Rouse à la formation, bien que tous deux ont été remplacés par le guitariste Dave Kushner et le bassiste George Stuart Dahlquist. Par la suite, McKagan et Kushner participe à The Project au côté de Slash qui deviendra plus tard Velvet Revolver, avec le chanteur Scott Weiland ex: Stone Temple Pilots.
Durant une courte période 2002-2008 Loaded est mis en pause mais ont joué quelque représentation durant cette période. Après le départ de Scott Weiland de Velvet Revolver, Loaded fait un grand retour en sortant leur deuxième album parue en 2008.

### Sick(2008–2009)
En 2008, le groupe loue un espace de répétition et commence à écrire de nouveaux morceaux, avant d'enregistrer l'album auxt Jupiter Studios avec le producteur Martin Feveyear. Ils publient une série de webisodes de leurs sessions d'enregistrement pour leur nouvel album,. Ils concluent une tournée britannique, et irlandaise, puise sont ajoutés à quelques festivals européens,. L'album est terminé en moins de deux semaines pour un budget de près de 20 000 $.
Loaded signe par la suite un contrat avec le label Century Media et, à la suggestion due label, vote pour changer le nom du groupe en Duff McKagan's Loaded. La sortie de l'album est repoussée à 2009. Cependant, en parallèle à leur tournée européenne, un EP intitulé Wasted Heart est publié le 22 septembre 2008. Ils sortent le clip du morceau No More pour la sortie de l'EP.
Le deuxième album de Loaded, Sick, est publié le 20 mars 2009 en Europe, et le 7 avril aux États-Unis, atteignant la 43e place des on the Billboard Top Heatseekers. Sick se vend à 1 400 exemplaires la première semaine et Flatline est sélectionné comme premier single à passer à la radio,.

### The Taking(depuis 2010)

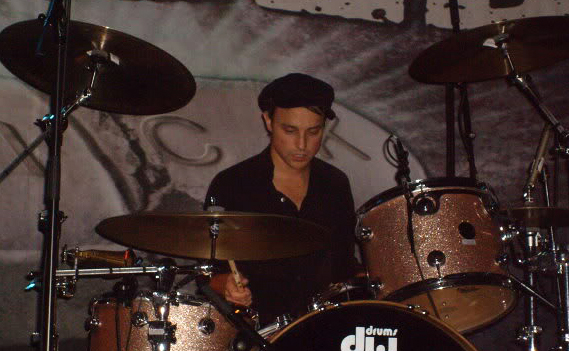
Isaac Carpenter devient le nouveau batteur des Loaded en 2009.

En février 2010, Loaded se sépare de Century Media et décide de chercher un nouveau label avec déjà quelques démos d'enregistrées.
The Taking est publié le 18 avril 2011 en Europe et le 19 avril aux US, atteignant la 12e place des Billboard Top Heatseekers, avec 2 300 exemplaires vendus la première semaine.

## Styles et influence
Loaded a été souvent décrit comme un groupe de hard rock avec des éléments punk, ils ont souvent été comparés avec les Ramones, Iggy Pop ou encore Lou Reed, ainsi que l’ancien groupe de McKagan Guns N' Roses. Le groupe cite leur influence tiré des Rolling Stones, The Saints, Thin Lizzy, Black Flag… Blogcritic, critique de Chris Beaumont, déclare que leur musique est blues rock qui frôle parfois le côté punk. C’est en même temps lisse et brut, très typé rock des années 1980 mais en même temps très nouvelle génération, mais par ailleurs il manque de la puissance et la fureur de Guns 'N Roses ou la force de Velvet Revolver. Malgré tout, il y a quelque chose d’attirant dans sa nature allégé et arrondie.

## Membres

### Membres actuels
- Duff McKagan – voix, guitare

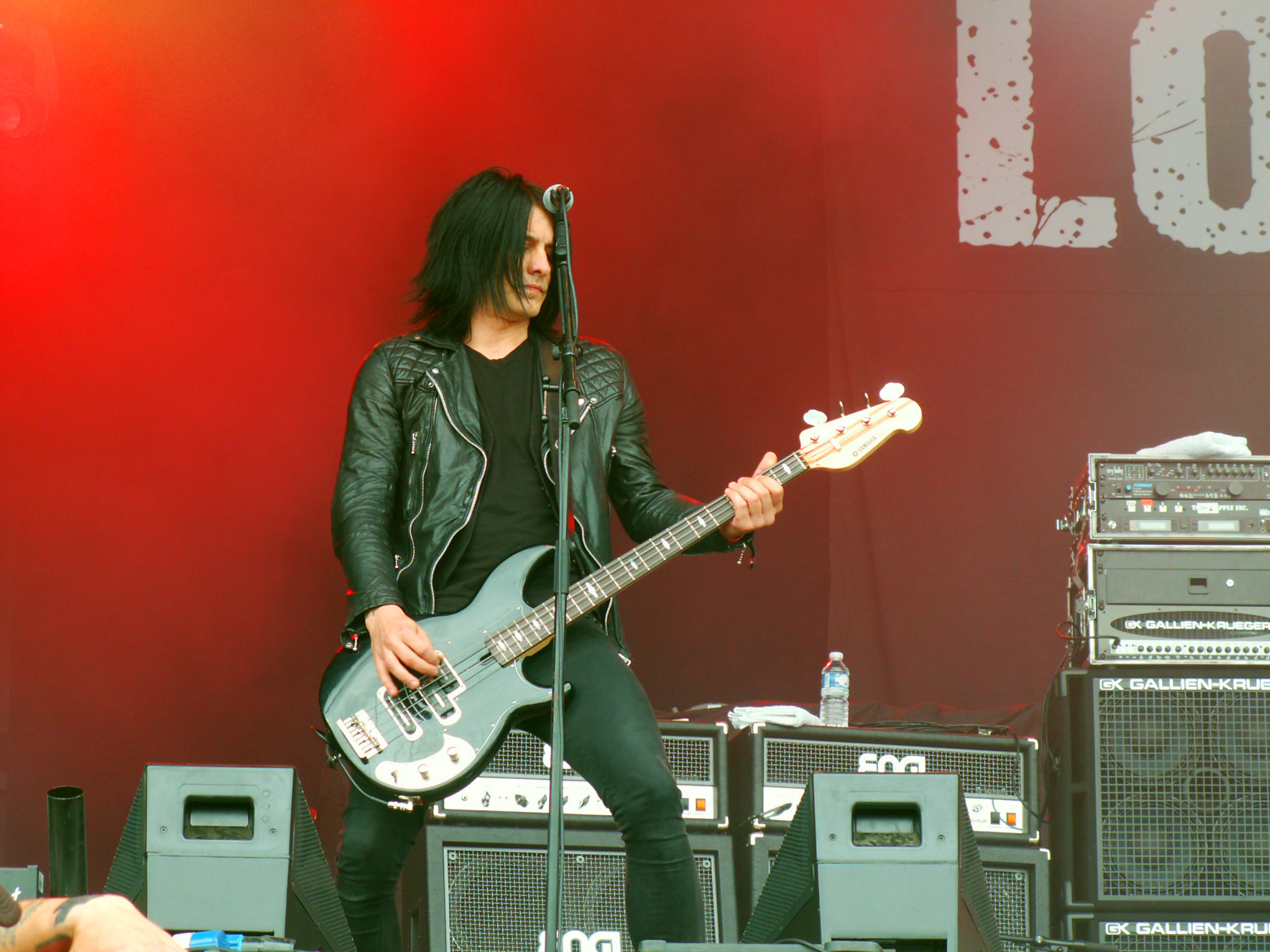
Jeff Rouse (Loaded) au Hellfest 2011

- Mike Squires  – guitare solo, chœurs
- Jeff Rouse – basse, chœurs
- Isaac Carpenter  – batterie, percussions

### Anciens membres
- Michael Barragan – guitare (1999)
- Taz Bentley – Batterie (1999)
- Dez Cadena – guitare (1999)
- Geoff Reading – batterie, percussions, chœurs (2000–2002, 2008–2009)
- Dave Dederer – guitare, basse (2000–2001)
- Dave Kushner – guitare (2002)
- George Stuart Dahlquist – basse (2002)

## Discographie

### Album studio
- 2001 : Dark Days
- 2009 : Sick
- 2011 : The Taking

### EP et singles
- 1999 : Épisode 1999 (album live)
- 2008 : Wasted Heart
- 2009 : Flatline